# Alchornea

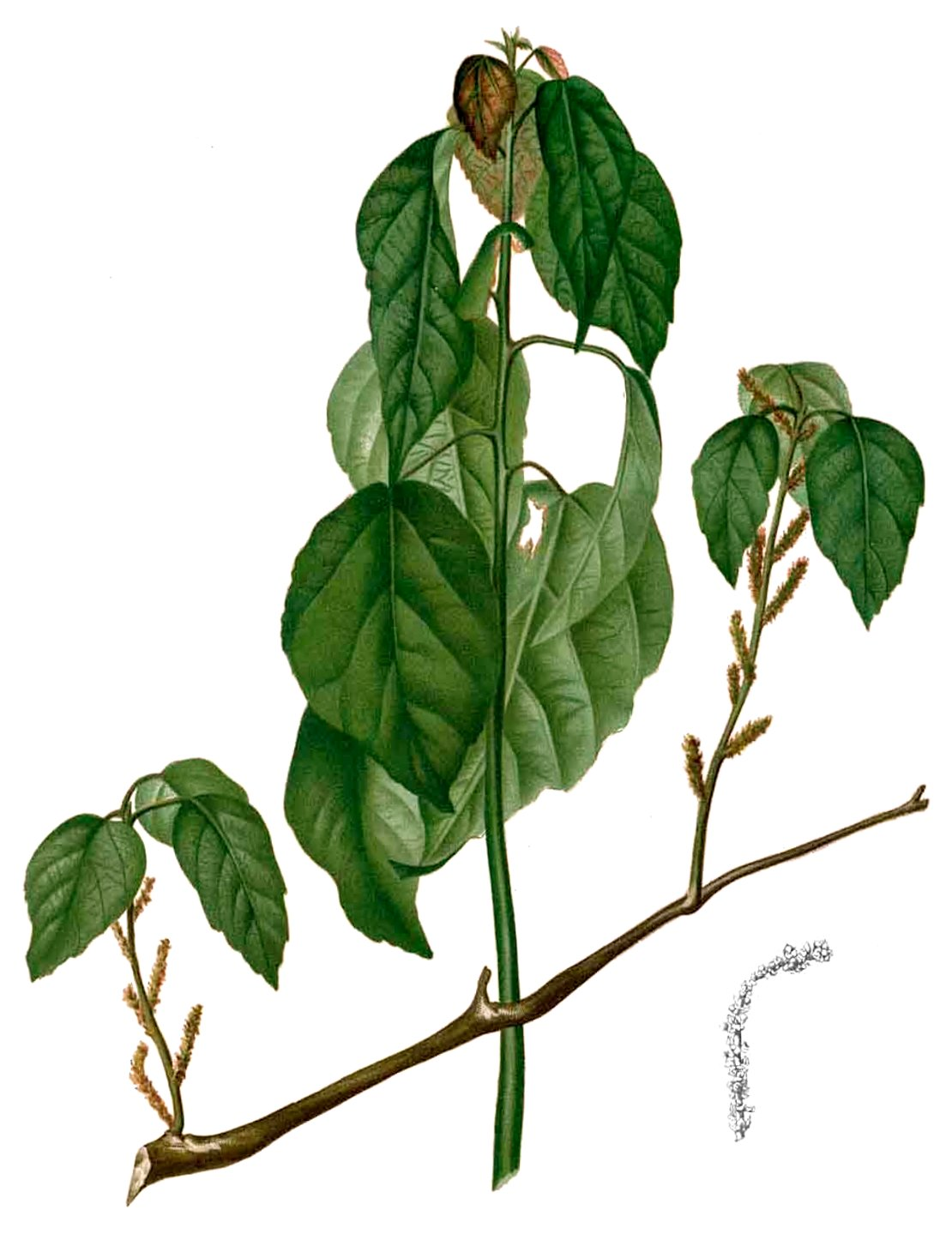
Ilustrace Alchornea sicca

Alchornea (Alchornea) je rod rostlin z čeledi pryšcovité. Jsou to keře a stromy s jednoduchými střídavými listy a drobnými bezkorunnými květy v klasovitých složených květenstvích. Plodem je tobolka. Rod zahrnuje asi 51 druhů a je rozšířen v tropech a subtropech celého světa. Nejvíc druhů roste v tropické Americe. Alchorney obsahují účinné alkaloidy a další látky. Některé druhy mají význam v domorodé medicíně nebo jsou těženy pro dřevo.

## Popis
Alchorney jsou dvoudomé nebo řidčeji jednodomé keře a stromy. Odění je tvořeno jednoduchými nebo hvězdovitými chlupy. Listy jsou jednoduché, střídavé, se zpeřenou, dlanitou nebo triplinervní (od báze trojžilnou) žilnatinou, celokrajné nebo s vroubkovaným či zubatým okrajem, krátce až dlouze řapíkaté. Na bázi čepele bývá několik okrouhlých, plochých žlázek. V paždí hlavních žilek na rubu listů jsou někdy domatia. Palisty jsou vytrvalé nebo opadavé, někdy zakrnělé. Květy jsou jednopohlavné, bezkorunné, uspořádané v úžlabních klasovitých, často složených květenstvích. Samčí květy jsou téměř přisedlé, uspořádané v klubkách. Kalich je v poupěti srostlý, při rozvíjení květu praská na 2 až 5 segmentů. Tyčinek je obvykle 6 až 8, řidčeji jiný počet (3 až 10), a mají na bázi krátce srostlé nitky. Semeník je v samčích květech zakrnělý (pistillodium) nebo zcela chybí. Samičí květy jsou přisedlé nebo stopkaté, s čtyřčetným (řidčeji 3 nebo až 6četným), za plodu víceméně vytrvalým kalichem. Semeník obsahuje 2 (řidčeji 3 až 5) komůrek. V každé komůrce je jediné vajíčko. Čnělky jsou volné, nevětvené.
Plodem je hladká nebo ostnitá tobolka s vytrvalým středním sloupkem, rozpadající se na 2 nebo 3 dvouchlopňové plůdky. Semena jsou kulovitá až elipsoidní, na povrchu obvykle hrbolkatá.

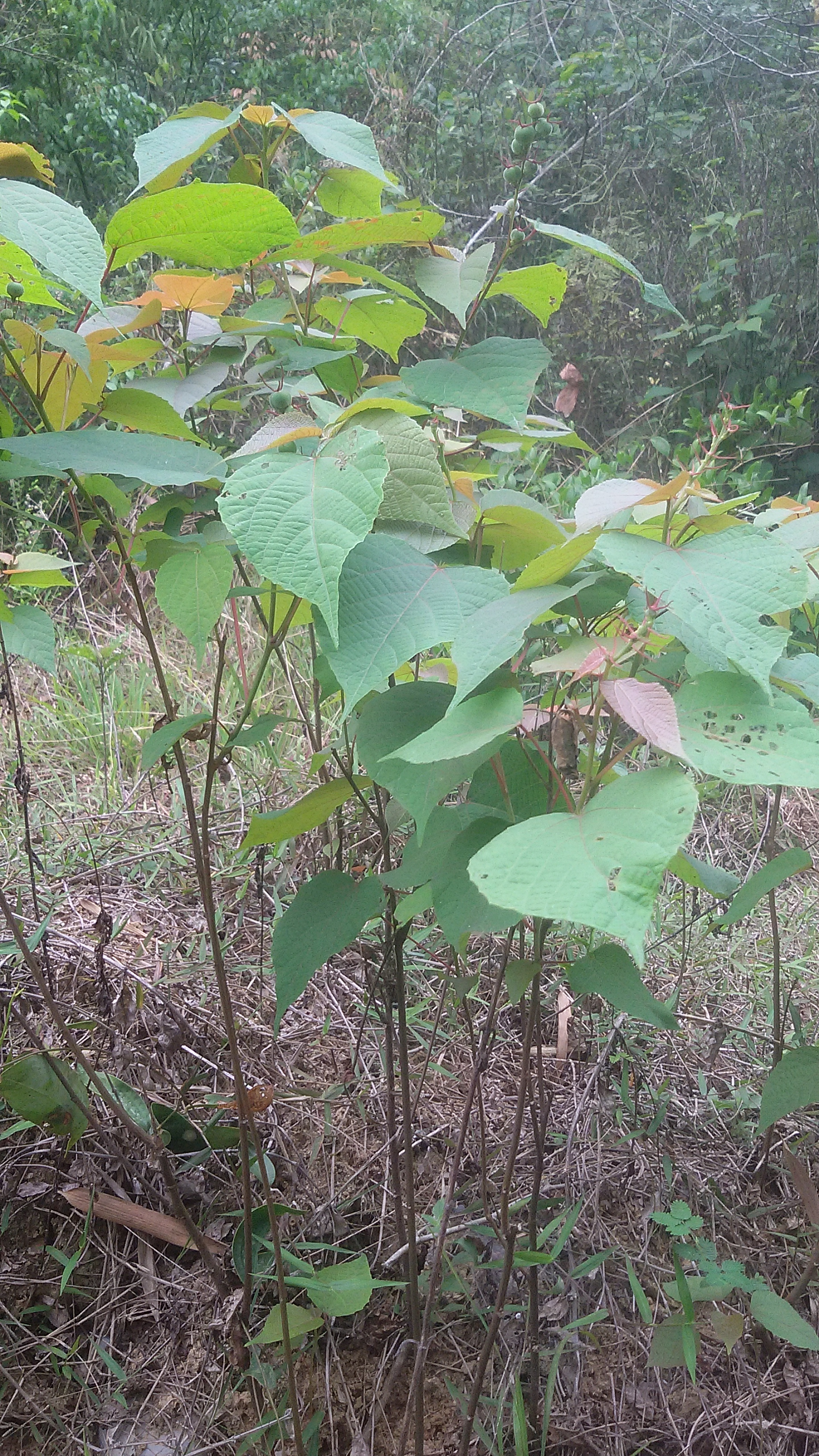
Alchornea trewioides
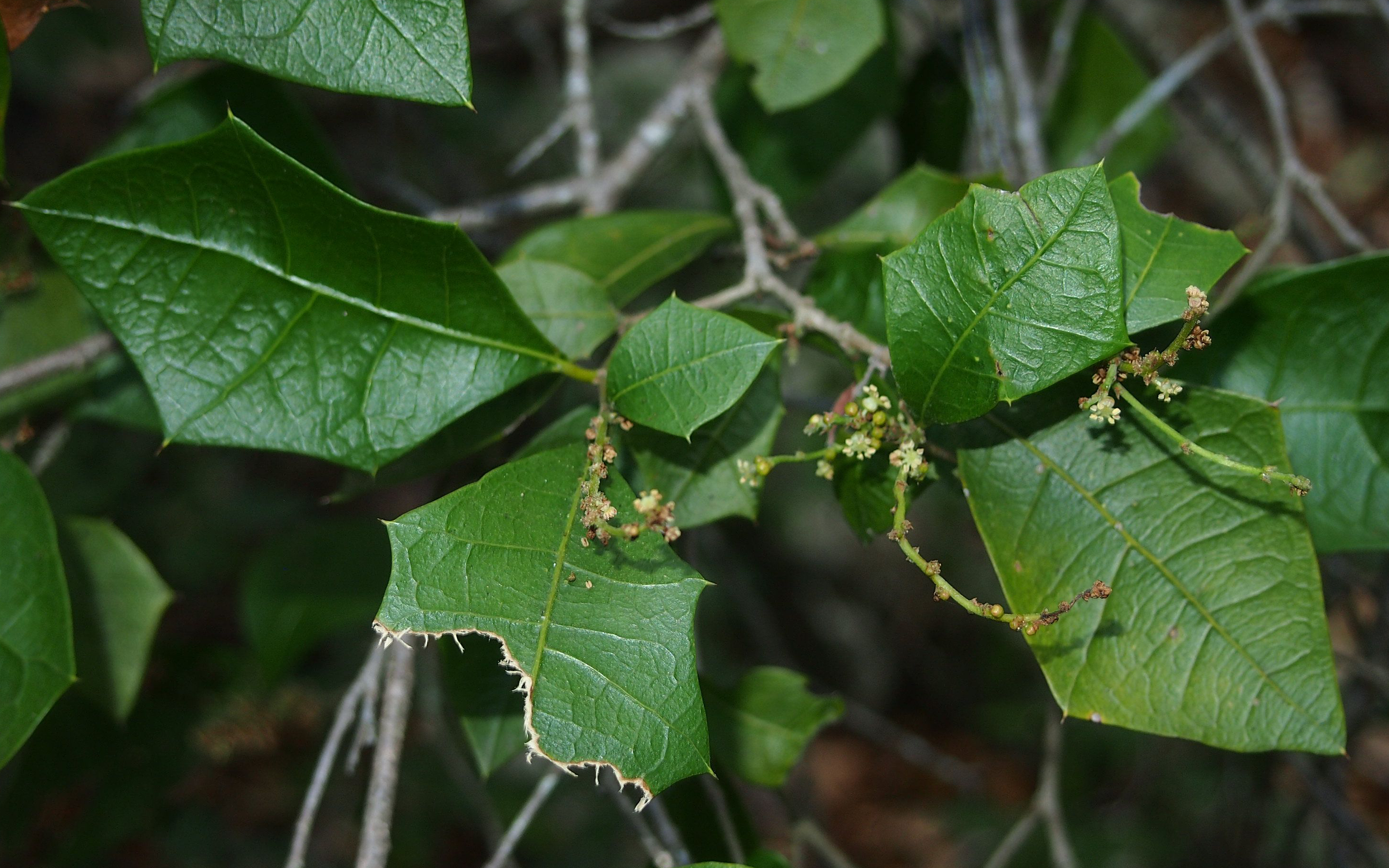
Olistění Alchornea ilicifolia
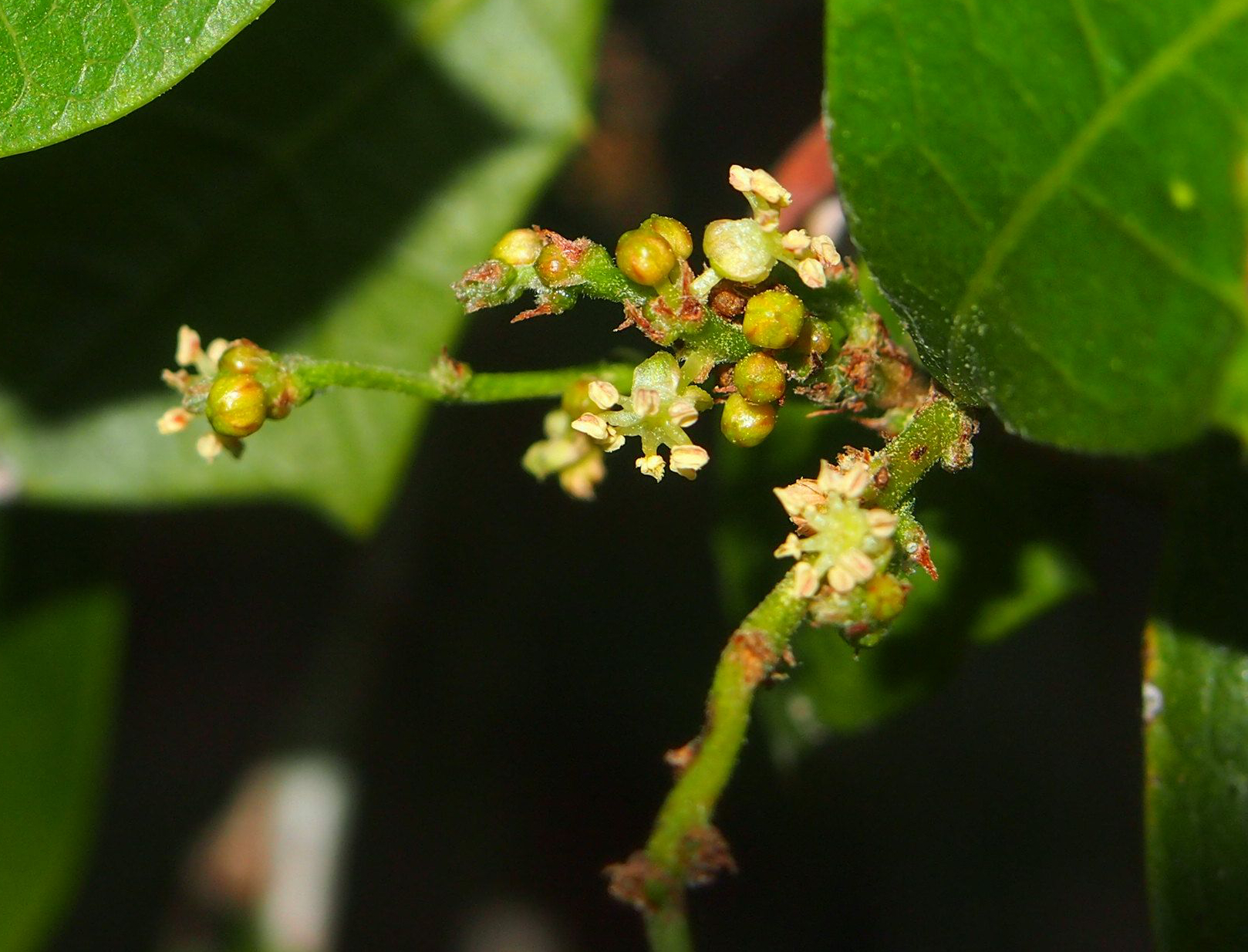
Květenství Alchornea ilicifolia
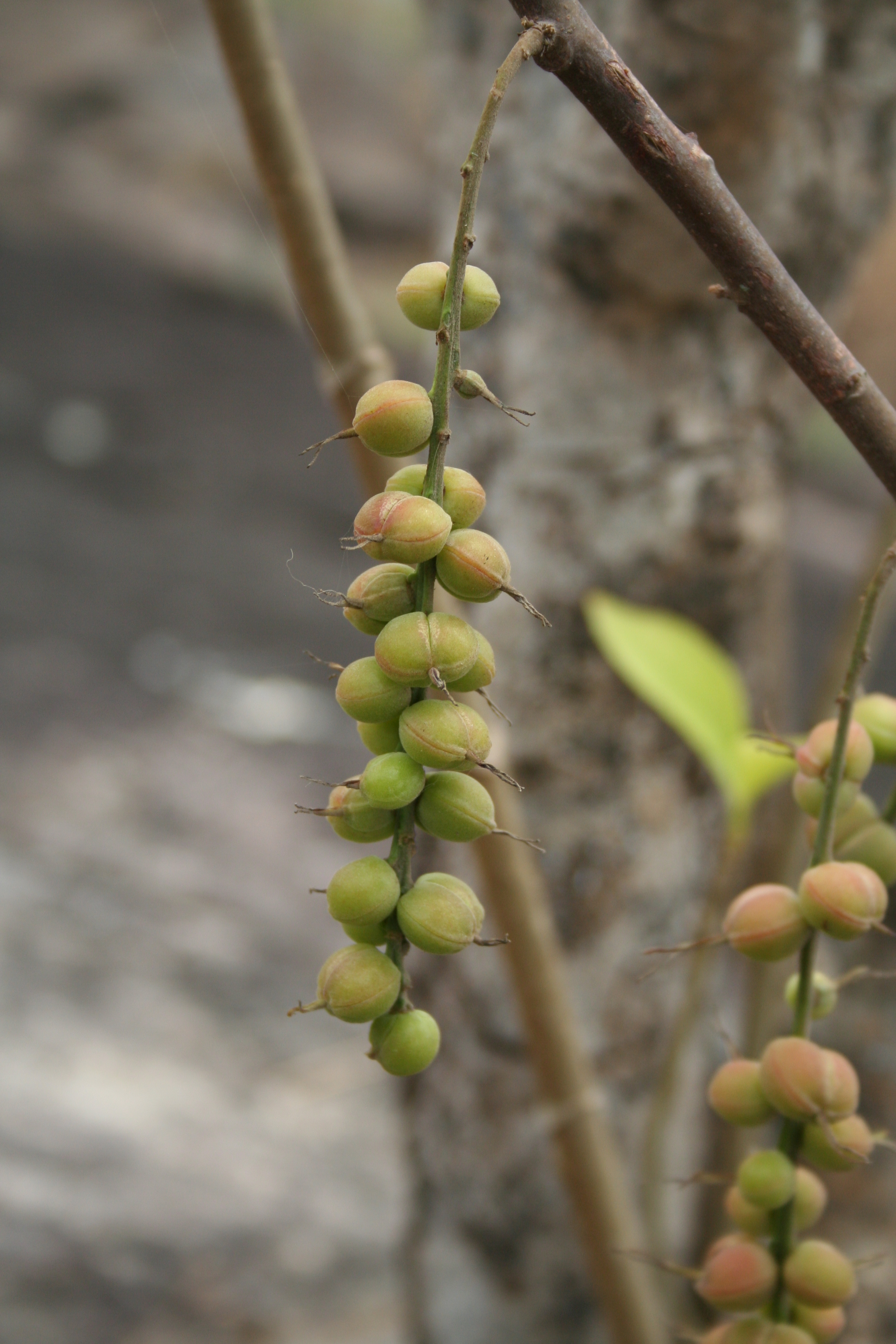
Plodenství Alchornea cordifolia

## Rozšíření
Rod zahrnuje asi 51 druhů. Je rozšířen v tropech a subtropech celého světa. Největší počet druhů roste v tropické Americe, kde je rod rozšířen od Mexika až po severovýchodní Argentinu. Centrum druhové diverzity je v Kolumbii.

## Ekologické interakce
Alchorneje mají semena s dužnatým míškem, který vyhledávají a konzumují různí živočichové. V Amazonii jsou semena některých poříčních druhů šířena plodožravými rybami, jako je myloplus (Myloplus) nebo brykon (Brycon). Jihoamerický pionýrský druh Alchornea triplinervia je naopak efektivně šířen ptáky a spolu s cekropiemi a rostlinami z čeledi melastomovité (Melastomataceae) jako první obsazuje vykácené plochy v pralese.
Na rostlinách rodu alchornea se v tropické Americe živí housenky řady druhů motýlů zejména z čeledi babočkovití (mj. Catonephele acontius, Catonephele numilia, Catonephele orites, Nessaea aglaura) a martináč Rothschildia jacobaeae. V Africe jsou živnými rostlinami housenek babočkovitých motýlů Neptis melicerta, Neptis nemetes, Neptis rogersi, martináčů Lobobunaea christyi a Pseudobunaea cleopatra, lišajů Platysphinx constrigilis a Pseudoclanis postica, modráskovitých motýlů Aphnaeus argyrocyclus, Aphnaeus orcas a četných druhů můr z čeledi slimákovcovití. V Indonésii na nich žijí housenky lišaje Acherontia lachesis.

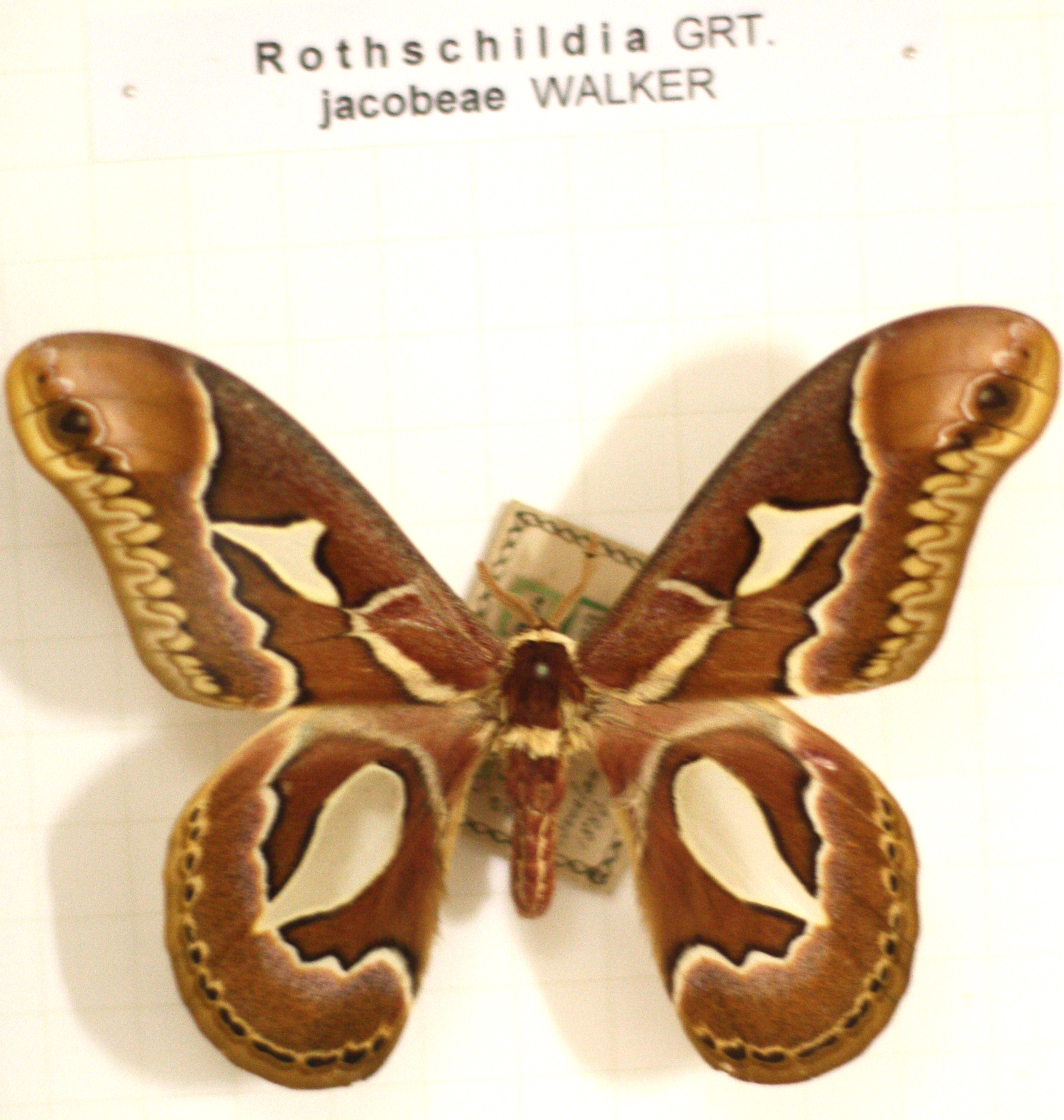
Martináč Rothschildia jacobaeae
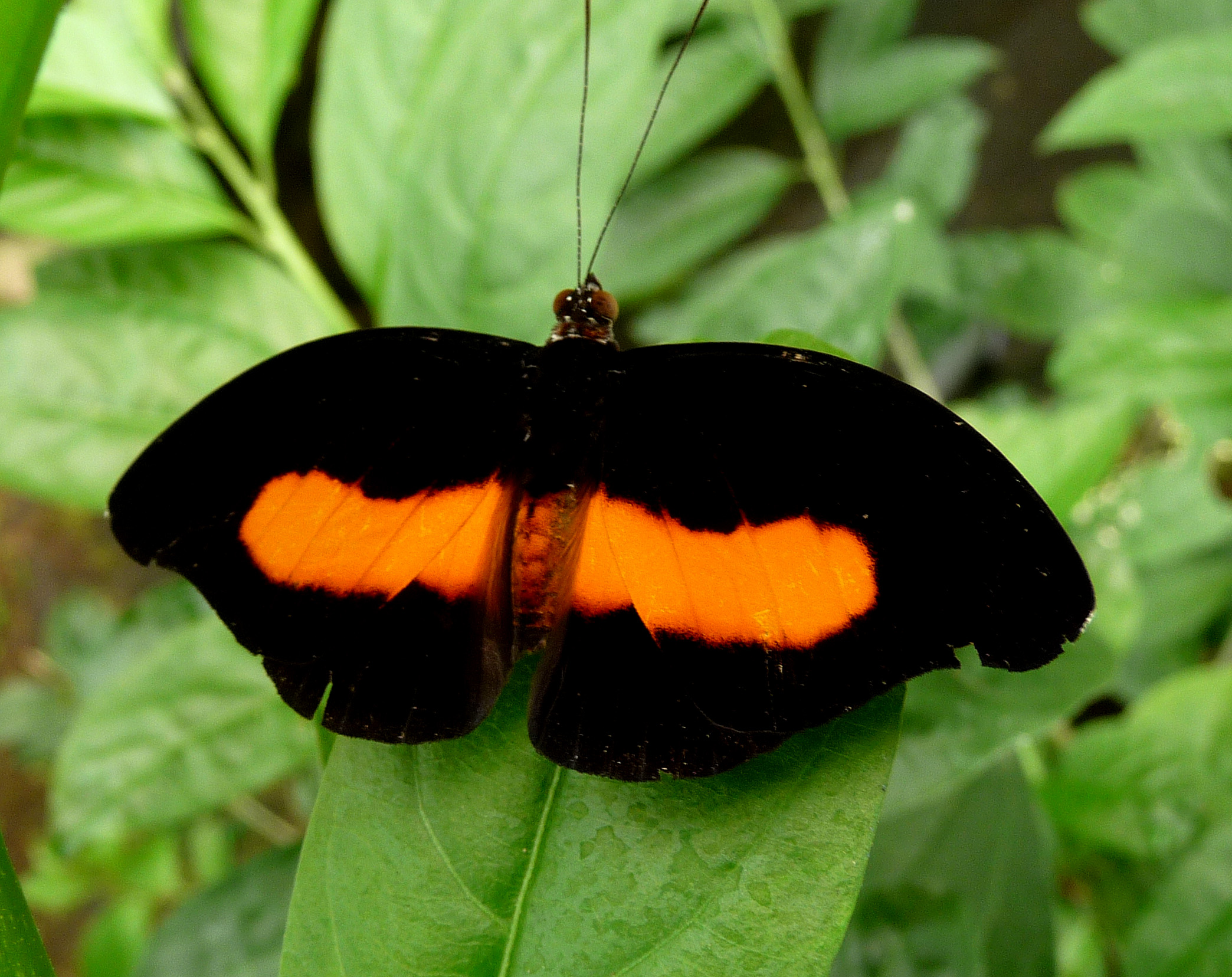
Babočka Catonephele acontius
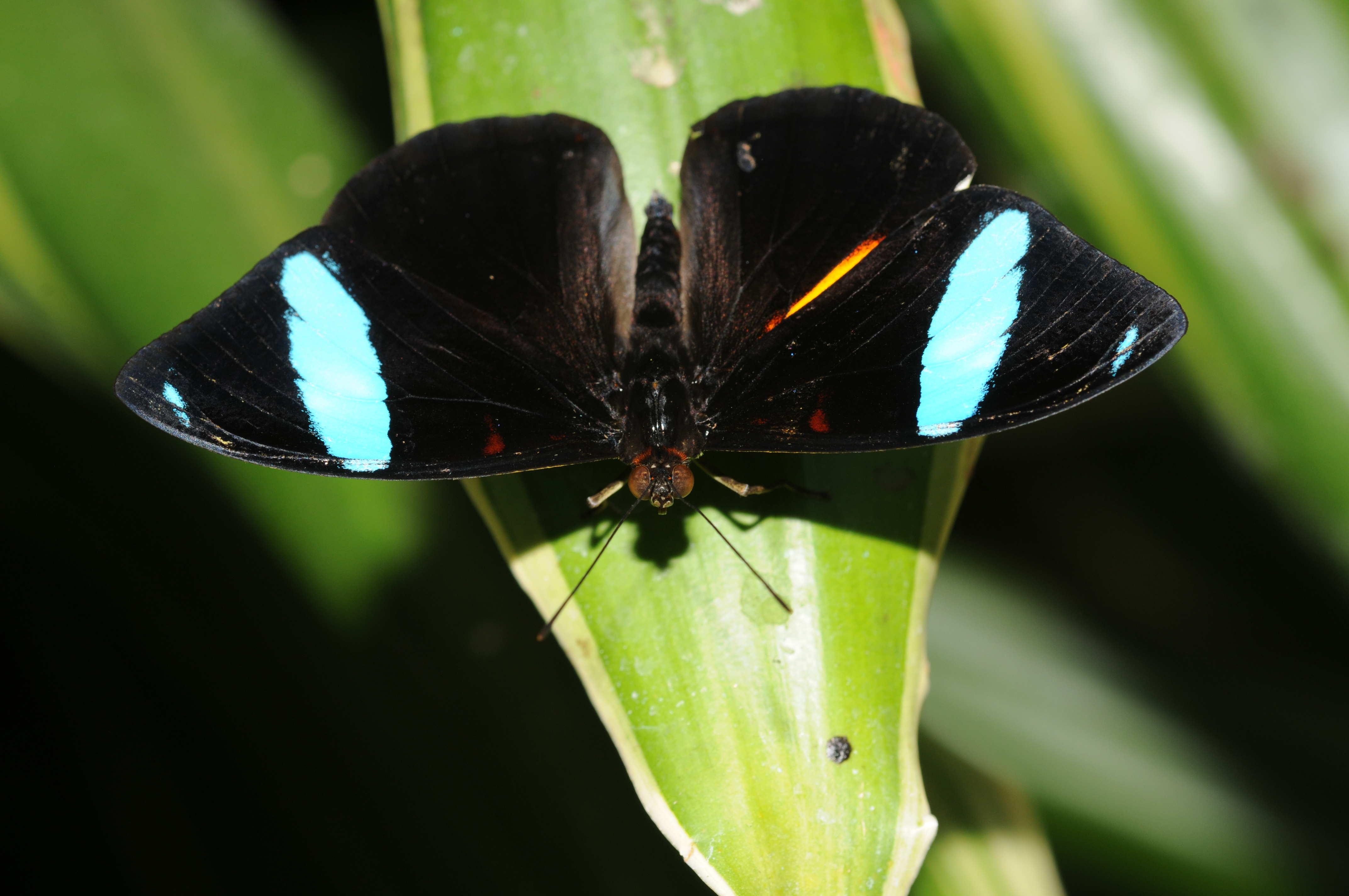
Babočka Nessaea aglaura

## Obsahové látky
Alchorney obsahují alkaloidy imidazolového a imidazolpyrimidinového typu (alchorneinon, alchornein, isoalchernein, alchornin, alchornidin). Mezi další obsahové látky náležejí třísloviny, saponiny, flavonoidy a fenolické sloučeniny.

## Taxonomie
Rod Alchorneae je v rámci čeledi Euphorbiaceae řazen do podčeledi Acalyphoideae, tribu Alchorneae a podtribu Alchorneinae.
Mimo rodu Alchornea jsou do tohoto podtribu řazeny rody Aparisthmium (1 druh v tropické Americe), Bocquillonia (15 druhů výhradně na Nové Kaledonii), Bossera (1 druh na Madagaskaru) a Orfilea (4 druhy na Madagaskaru a ostrovech západního Indického oceánu).
Do rodu Alchornea byl vřazen rod Caelebogyne.

## Zajímavosti
U samičí rostliny druhu Alchornea illicifolia, dovezené z Austrálie a pěstované v botanické zahradě v Kew, byla v roce 1841 poprvé zaznamenána a popsána apomixie, tedy tvorba semen bez oplození pylem. Tento objev byl významný i z hlediska chápání principu oplození u rostlin. V dané době se věřilo, že základ semene je v pylovém zrnu a prostřednictvím prorůstání pylové láčky čnělkou je dopraven do semeníku, kde se semeno dále vyvíjí. Dané pozorování prokázalo, že semeno se může vyvinout i bez přítomnosti pylu, čistě z tkání přítomných v semeníku. V listu pro Linnéovu společnost v Londýně píše objevitel John Smith závěrem svého příspěvku: "Z tohoto pozorování mohu učinit závěr, že absence pylu v daném případě je neslučitelná s teorií, že každé pylové zrno poskytuje zárodek, a že vajíčko je pouze matrix, který jej přijímá a vyživuje, dokud se z něj nestane hotové semeno."

## Význam
Řada druhů alchornejí je využívána v domorodé medicíně.
Listy a kůra Alchornea cordifolia jsou v africkém lidovém lékařství používány při léčení onemocnění močového, dýchacího a trávicího ústrojí.
Americký druh Alchornea castaneifolia má afrodiziakální účinek. Alkoholový výluh z kůry slouží k léčbě artritidy, nachlazení, bolestí svalů a revmatismu. Listy Alchornea triplinervia se používají proti průjmu a bolestem svalů. Odvar k květů a listů Alchornea latifolia slouží k léčbě tuberkulózy a zánětu průdušek.
Dřevo Alchornea triplinervia je v tropické Americe používáno na paluby a k výrobě nábytku, beden, rakví, dveří, obložení a jiných truhlářských výrobků. Podobné využití má i dřevo některých jiných druhů. např. Alchornea sidifolia a Alchornea latifolia.